# Christine Buisman

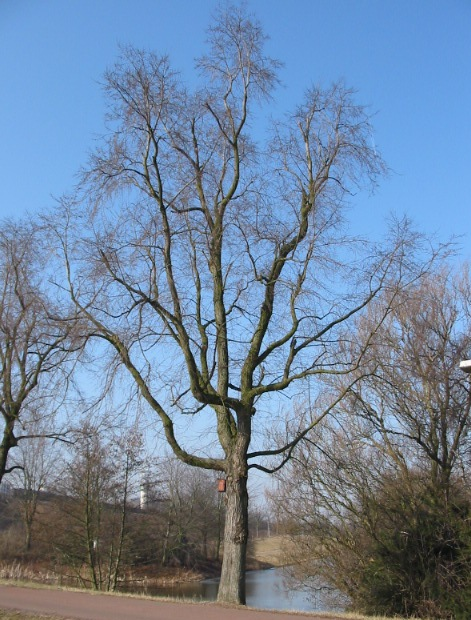
Ulmus x hollandica 'Christine Buisman' op de Amsteldijk, Amsterdam.

Christine Johanna (Chris of Stien) Buisman (Leeuwarden, 22 maart 1900 – Amsterdam, 27 maart 1936) was een Nederlands fytopathologe die de iepenziekte en de kweek van hiertegen resistente iepen onderzocht. In 1927 leverde Buisman het bewijs dat de al eerder aangewezen Graphium ulmi Schwarz (later Ophiostoma ulmi genoemd) de ziekteverwekker was, waarmee de discussie hierover onder Duitse en Nederlandse onderzoekers gesloten werd. Buisman ontwikkelde een entingsmethode om duizenden iepstekken te testen en ontdekte in 1932 de geslachtelijke vorm van de schimmel Ceratostomella ulmi. De eerste resistente iepkloon in Nederland werd in 1937 naar haar Ulmus minor 'Christine Buisman'  genoemd.

## Loopbaan
Christina Buisman werd geboren als dochter van Roelof Buisman (1874-1963) en Hillegonda Cornelia Blok Wijbrandi (1876-1967). In haar geboorteplaats Leeuwarden doorliep ze het gymnasium. Daarna studeerde ze biologie aan de Gemeente Universiteit in Amsterdam en bestudeerde zoutwaterflora. In 1923 en 1924 liep ze stage bij het Phytopathologisch Laboratorium 'Willy Commelin Scholten' in Baarn en in 1925 werd ze na afstuderen in Amsterdam assistent aan het Centraal Bureau voor Schimmelcultures in hetzelfde pand, beide onder leiding van professor Johanna Westerdijk. In 1927 promoveerde ze op haar verjaardag op het proefschrift Root rots caused by Phycomycetes bij Westerdijk en begon ze aan een tweejarig onderzoek naar de iepenziekte, betaald uit een speciale gift van 4000 gulden door de Oranjebond van Orde. In 1929 werkte ze vijf maanden aan de Biologische Reichsanstalt in Berlin-Dahlem bij professor Hans Wilhelm Wollenweber (1879–1949) en collega Stapp. Op een congres van de International Federation of University Women in Genève wist ze in augustus 1929 Bernice Cronkhite, decaan van Radcliffe College van Harvard University in Boston, te overtuigen haar een studiebeurs voor een jaar te verlenen.
Na terugkeer in oktober 1930 werd ze door Westerdijk aangesteld als wetenschappelijk medewerker voor het juist opgerichte nationale 'Comité inzake bestudering en bestrijding van de iepenziekte' ("Iepziekte Comité"). In 1932 ontdekte ze de ‘perfecte of geslachtelijke’ vorm van de schimmel. De Hollandse iep kwam veel voor en een resistente vervanger was van groot belang. Met de directeur van de Haagse plantsoenendienst Simon Doorenbos verzamelde Buisman vele iepen voor het onderzoek. Amerikaanse iepen bleken heel vatbaar, maar sommige Europese iepen boden weerstand. In 1934 bood Buisman enthout van een geslaagde kloon aan en in 1935 werd dit door boomkwekers vermeerderd en voor de handel vrijgegeven. Buisman overleed op 27 maart 1936 in een Amsterdams ziekenhuis aan een infectie na een operatie. Ze werd begraven op Begraafplaats Westerveld in Driehuis, in een graf waar in 1963 ook haar jongere broer Hein (1904-1963) zou worden begraven.
In 1937 werd de resistente Ulmus minor 'Christine Buisman' naar haar vernoemd en met succes aangeplant. Later bleek dat deze iep toen werd aangetast door het gewone meniezwammetje (Nectria cinnabarina), zodat hij weer verdween, behalve in Heiloo waar wel resistentie tegen deze zwam bestaat. Johanna Catharina Went, een dochter van Friedrich Went, zette Buismans werk voort.

## Publicaties
onder meer
- Root rots caused by Phycomycetes, proefschrift Rijksuniversiteit Utrecht, 1927
- De oorzaak van de iepenziekte, Tijdschr. Ned. Heidemaatsch. 40(1928)338-345
- met Johanna Westerdijk: De iepenziekte: rapport over het onderzoek verricht op verzoek van de Nederlandsche Heidemaatschappij, Arnhem, Nederlandsche Heidemaatschappij, circa 1929
- met Johanna Westerdijk, Maria Sara Johanna Ledeboer en Johanna Catharina Went: Mededeelingen omtrent gevoeligheidsproeven van iepen voor Graphium ulmi Schwarz gedurende 1929 en 1930 / Overzicht van de soorten van iepen, in verband met het iepenziekteonderzoek / door Christine Buisman. Lijst van soorten en enkele in ons land zeer bekende varieteiten van het geslacht ulmus volgens de nomenclatuur van Alfred Rehder, Wageningen, 1931
- Three Species of Botryodiplodia Sacc. on Elm Trees in the United States, Journal of the Arnold Arboretum, 12(1931)289-296
- Ueber die Biologie und den Parasitismus der Gattung Ceratostomella Sacc., Berlin, Parey, 1933
- met Jacobus Johan Fransen: Infectieproeven op verschillende iepensoorten met behulp van iepenspintkevers, Wageningen, Veenman, [ca. 1935]
- Iepencultuur en iepenziekte in Italië, Nederlandsch Bosbouw-Tijdschrift, 1938, 6 no 2

## Vernoemd
- Ulmus minor 'Christine Buisman'
- Ulmus x hollandica 'Christine Buisman'
- Ulmus carpinifolia 'Christine Buisman'
- Stichting Fonds Dr. Christine Buisman, Universiteit Utrecht voor studenten in de natuurwetenschappen, wiskunde en informatica, oorspronkelijk alleen voor vrouwen.

## Over Christine Buisman
- Buining, Gerard en Meulenbelt, Arnold: Christine Buisman - een boom van een vrouw, Bomen Hét vakblad voor de boomverzorging 2013 no 5, 16-19 en Tuinsms.nl Blog 2014
- van Dissel, E. D.: In memoriam Dr. Christine Johanna Buisman, Wageningen, 1936
- Faasse, Patricia: Een beetje opstandigheid. Johanna Westerdijk de eerste vrouwelijke hoogleraar van Nederland, Amsterdam/Antwerpen 2012. Google 'Heidemaatschappij Buisman'
- Faasse, Patricia E. en Jackson, Beverley: In splendid isolation : a history of the Willie Commelin Scholten Phytopathology Laboratory 1894-1992, 2008
- Heybroek, Hans M., Leo Goudzwaard, en Hans Kaljee (2009) - Iep of Olm, karakterboom van de Lage Landen. KNNV
- Nijboer, Ronnie en Heybroek, Hans (eds.): Christine Johanna Buisman in Italy, 2014, inleiding en dagboek van Buismans reizen naar Noord-Italië in 1933 en 1935 voor de bestrijding van de iepenziekte
- Westerdijk, Johanna: Dr. Christine Johanna Buisman, Tijdschrift Over Plantenziekten, 42:3 (1936), p. 175-178